# تآكل عند درجات الحرارة المرتفعة

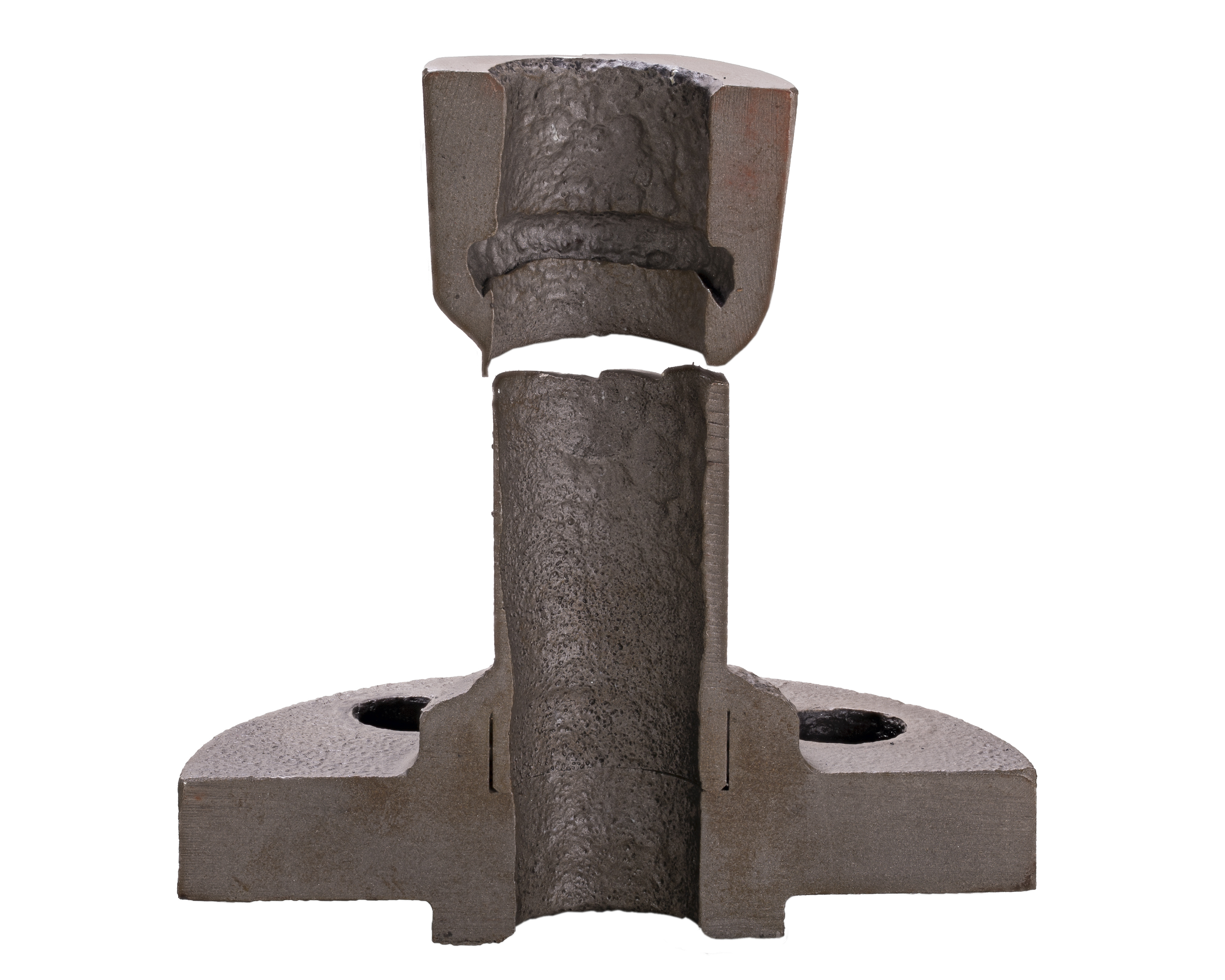
تآكل عند درجات حرارة مرتفعة لأنبوب بسبب الكبريت.

التآكل عند درجات الحرارة المرتفعة هو نوع من أنواع التآكل الذي يحصل عند درجات الحرارة المرتفعة عندما يحصل تماس بين الغاز الساخن الحاوي على شوائب معينة مع أجزاء الآلات مثل العنفات الغازية أو محركات الديزل أو الأفران الصناعية. قد يسبب وجود تلك الشوائب مثل الكبريت أو الفاناديوم إلى تشكل مواد أكالة تعمل على تخريش وتفتيت سطوح المعادن. من جهة أخرى قد يكون أثر التآكل ناجماً عن عملية الأكسدة.